# داگمار اوربانکووا
داگمار اوربانکووا (انگلیسی: Dagmar Urbancová؛ زادهٔ ۲۳ مهٔ ۱۹۸۳) بازیکن فوتبال اهل جمهوری چک است.
از باشگاه‌هایی که در آن بازی کرده‌است می‌توان به باشگاه فوتبال زنان بایرن مونیخ اشاره کرد.
وی همچنین در تیم ملی فوتبال زنان جمهوری چک بازی کرده‌است.